# Kei Mouth
Kei Mouth (en afrikaans : Keimond) est une station balnéaire située sur la côte sud-est de l’Afrique du Sud.

## Géographie
Située dans la région de la côte sauvage de la province du Cap oriental, à 94 kilomètres de la ville d’East London, la ville borde l’océan Indien et la rive ouest de la rivière Great Kei.

## Histoire
Kei Mouth fut créée par les Britanniques après la 8ème guerre de frontière pour constituer une zone tampon visant à protéger la Cafrerie britannique des tribus Xhosa.

## Galerie

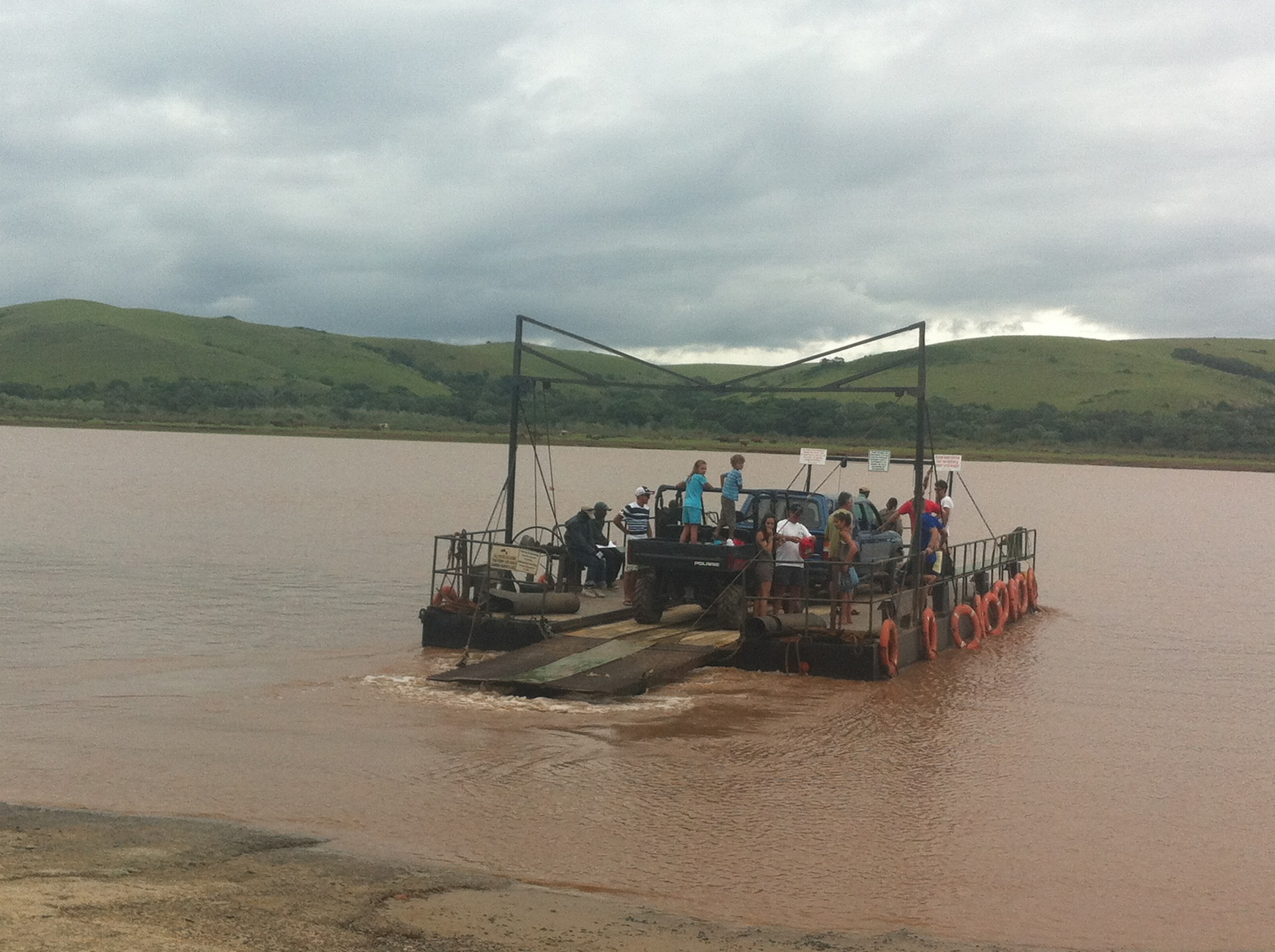
Le Ferrie de Kei Mouth.
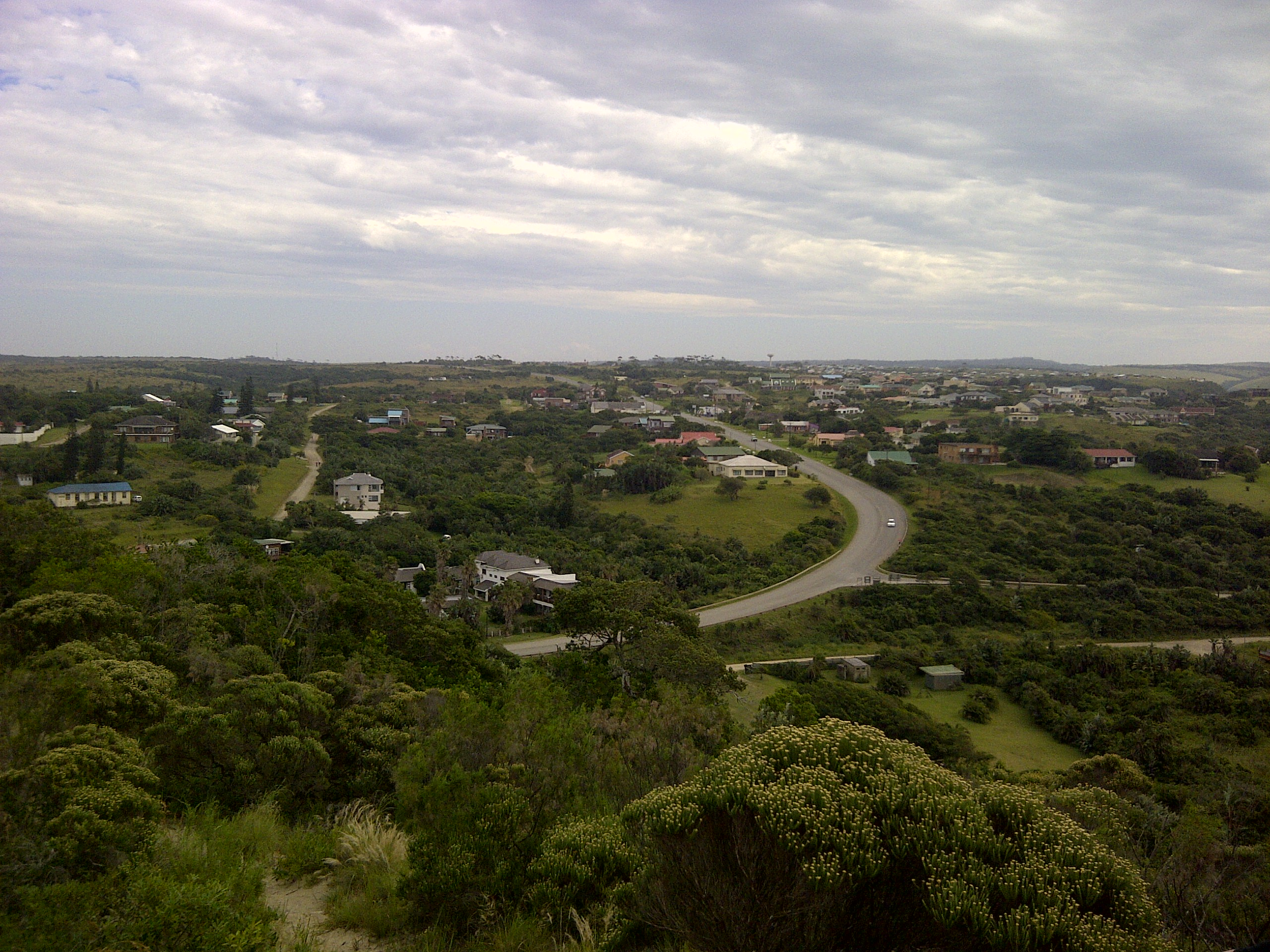
Rue principale de Kei Mouth.
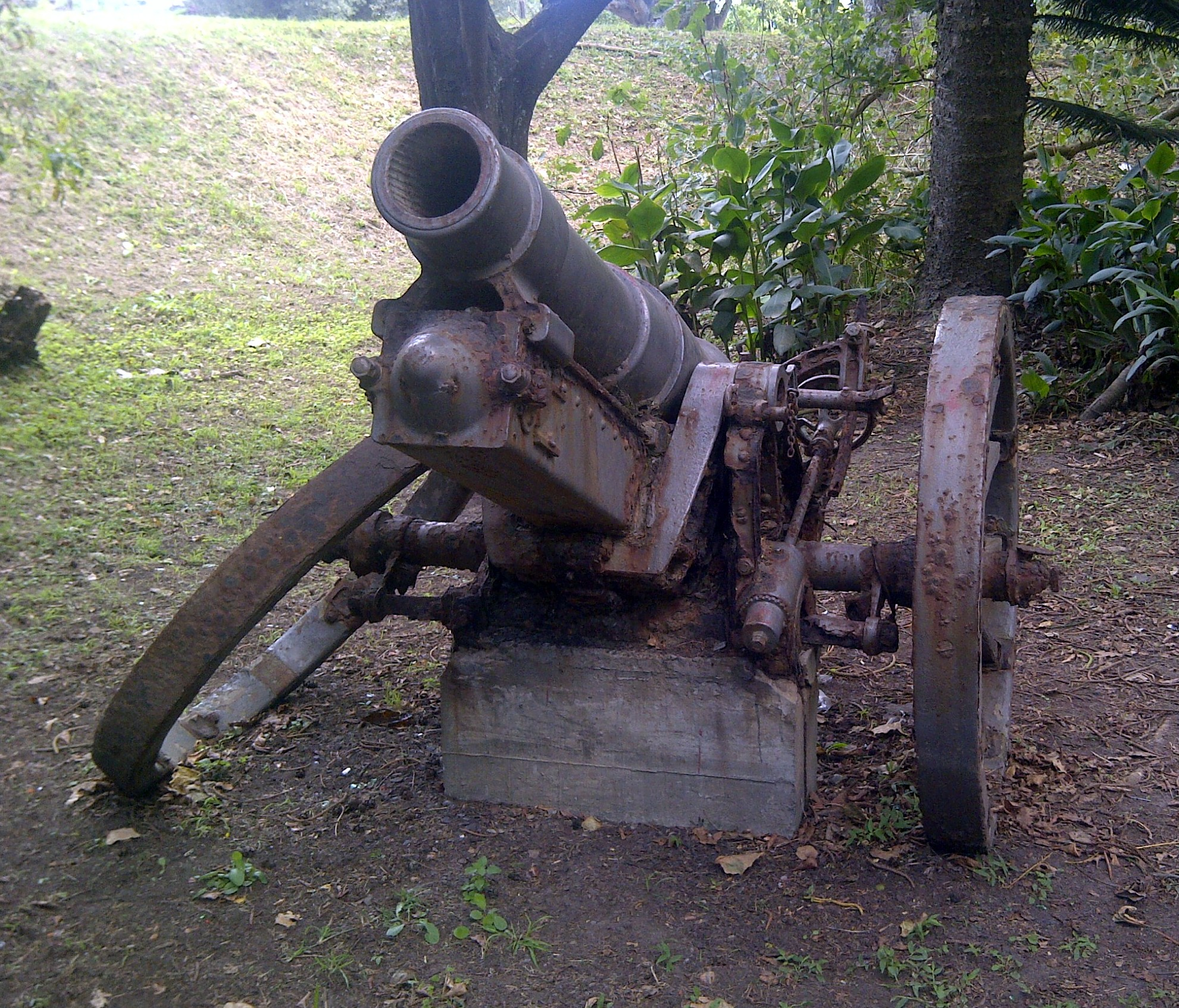
Canon allemand capturé lors de la première guerre mondiale dans le sud-ouest africain exposé dans Grosvenor Park.
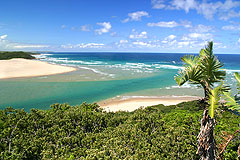
Embouchure de la Kei River.